# صوت القلب الرابع
صوت القلب الرابع، ويرمز له ب"ص4"، هو صوت منخفض التردد يمكن سماعه - عند وجوده - مباشرة قبل الصوت الأول للقلب أي في نهاية مرحلة انبساط القلب وبعد انقباض الأذينات. يمكن سماع الصوت طبيعياً عند بعض الأشخاص الرياضيين وكبار السن.

## الأسباب
يعيد العديد من العلماء سبب وجود الصوت الرابع إلى أمراض تتسبب في تصلب بطينات القلب. وبالتالي عند انقباض الأذينات وصبّها للدم داخل البطينات المتصلبة ينتج عن ذلك ذبذبات صوتية هي ما يعرف بالصوت الرابع (ص4). أكلينيكياً، غالباً ما يرتبط وجود الصوت الرابع بأمراض كتضخم البطين الأيسر أو نقص تروية القلب.

## العلاج
الصوت الرابع ليس مرضاً في حد ذاته، ولكن قد يكون علامةً لوجود مرض في القلب. في حال وجود مرض مسبب قد يزول الصوت بعد العلاج.